# Comaxilhuatla
Comaxilhuatla är en ort i Mexiko.   Den ligger i kommunen Ixhuacán de los Reyes och delstaten Veracruz, i den sydöstra delen av landet, 220 km öster om huvudstaden Mexico City. Comaxilhuatla ligger 1 291 meter över havet och antalet invånare är 242.
Terrängen runt Comaxilhuatla är kuperad österut, men västerut är den bergig. Runt Comaxilhuatla är det ganska glesbefolkat, med 38 invånare per kvadratkilometer. Närmaste större samhälle är Coatepec, 18,1 km norr om Comaxilhuatla. I omgivningarna runt Comaxilhuatla växer i huvudsak städsegrön lövskog.